# Bolitophila
Bolitophila Meigen, 1818, è un genere di insetti dell'ordine dei Ditteri (Nematocera: Bibionomorpha) comprendente circa 60 specie. È l'unico genere attualmente esistente della famiglia Bolitophilidae Malloch, 1917, che comprende anche il genere fossile Mangas.

## Descrizione
L'adulto è un moscerino dal corpo esile e delicato, lungo 5-9 mm, generalmente di colore bruno o grigio. Il capo è provvisto di 3 ocelli e di occhi ben sviluppati, ha antenne lunghe e filiformi, composte da 16 articoli sottili e allungati, a volte pubescenti. Il torace è corto e marcatamente convesso. Le zampe sono relativamente lunghe, hanno coxe particolarmente allungate e tibie terminanti con uno sperone.
Le ali sono strette e leggermente annerite, con uno pterostigma ubicato in corrispondenza della fine di R4 e R5. In alcune specie è presente una seconda macchia in corrispondenza della nervatura trasversa radio-mediale. La costa si estende lungo tutto il margine anteriore, fino all'apice, in corrispondenza della confluenza del ramo R5 della radio. La venatura è caratterizzata da un particolare irrobustimento delle nervature anteriori. La subcosta è strettamente appressata alla radio, da cui diverge per confluire sulla costa. La radio si suddivide in R1 e Rs, che a sua volta si biforca in due rami, R4 e R5. Il ramo R4 confluisce su R1 nelle specie del sottogenere Bolitophila e sulla costa nelle specie del sottogenere Cliopisa. La media presenta generalmente il tratto basale poco evidente e si suddivide in tre rami (M1, M2 e M3+4), non sempre ben delineati; si collega alla cubito con una breve nervatura trasversa (m-cu) alla base di CuA1, nella zona prossimale dell'ala. La prima anale (A1) è ben sviluppata e confluisce nel margine posteriore.
| |
| Rappresentazione schematica della nervatura alare nei sottogeneri Bolitophila (sopra) e Cliopisa (sotto). Si noti la differente terminazione di R4 nei due sottogeneri. Legenda: Pt: pterostigma; C: costa; Sc: subcosta; R: radio; M: media; Cu: cubito; A: anale; h: omerale; r-m: radio-mediale; m-cu: medio-cubitale. |
| |

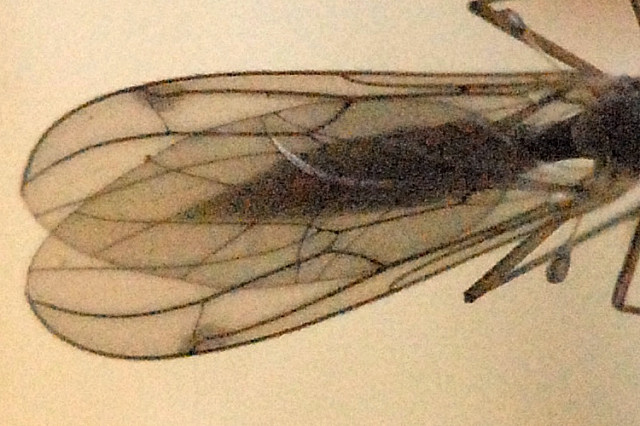
Conformazione delle nervature alari nel sottogenere Bolitophila.

La larva è apoda ed eucefala, con capo nerastro e il resto del corpo bianco. L'apparato respiratorio polipneustico, con un paio di stigmi nel protorace e altre sette paia addominali. La pupa è libera, non avvolta da un involucro setoso come in altri Sciaroidei.

## Biologia
Le larve dei Bolitophila sono tipicamente micetofaghe e si sviluppano sul legno in decomposizione o altri substrati vegetali invasi dai funghi. L'impupamento avviene all'interno del micelio fungino oppure nella lettiera del suolo.
Come nella generalità degli Sciaroidei micetofagi, gli adulti prediligono ambienti ombrosi e umidi; si rinvengono nel sottobosco di foreste miste, generalmente montane, spesso in prossimità di corsi d'acqua.

## Distribuzione
La famiglia è rappresentata esclusivamente nell'emisfero boreale. Tipicamente oloartica, è per la maggior parte rappresentata nella regione paleartica e, con un minor numero di specie, nella regione neartica. Solo due specie sono state di recente descritte per la regione orientale, nell'isola di Taiwan.
In Italia sono segnalate sette specie, tutte presenti nel nord:
- Bolitophila cinerea
- Bolitophila dubia
- Bolitophila glabrata
- Bolitophila maculipennis
- Bolitophila pseudohybrida
- Bolitophila saundersi
- Bolitophila spinigera

## Sistematica
Il genere Bolitophila ha subito differenti collocazioni nel corso dei tentativi di revisione della sistematica dei Nematoceri. Secondo gli Autori, infatti, il genere è stato inquadrato storicamente nei Mycetophilidae nell'ambito della sottofamiglia Bolitophilinae, nei Bibionomorpha nell'ambito della superfamiglia Bolitophilidea e, infine, negli Sciaroidea nell'ambito della famiglia Bolitophilidae. Quest'ultima collocazione, che deriva dal recente scorporo di vari raggruppamenti dai Mycetophilidae, è quella che trova il più largo supporto allo stato attuale.

### Specie del sottogenereBolitophila
Specie oloartiche
- B. cinerea MEIGEN, 1818. Columbia Britannica, USA nordorientali (dallo stato di New York al Maine), Carolina del Sud, Europa, Giappone.

Specie paleartiche
- B. austriaca MAYER, 1950. Europa.
- B. basicornis MAYER, 1951. Europa.
- B. caspersi PLASSMANN, 1987. Svezia.
- B. collarti TOLLET, 1943. Belgio.
- B. cooremani TOLLET, 1955. Penisola balcanica.
- B. japonica OKADA, 1934. Giappone.
- B. lengersdorfi TOLLET, 1955. Penisola balcanica.
- B. leruthi TOLLET, 1955. Romania.
- B. miki MAYER, 1950. Austria, Svezia.
- B. saundersi CURTIS, 1836. Europa, Asia, Nordafrica.
- B. spinigera EDWARDS, 1925. Europa.
- B. tenella WINNERTZ, 1863. Dall'Europa al Giappone.

Specie neartiche
- B. atlantica FISHER, 1934. New Hampshire.
- B. bucera SHAW, 1940. Oregon.
- B. dubiosa VAN DUZEE, 1928. Columbia Britannica.
- B. patulosa GARRETT, 1925. California.
- B. raca GARRETT, 1925. Columbia Britannica.
- B. simplex GARRETT, 1925. Columbia Britannica.

Specie orientali
- B. antennata SEVCIK & PAPP, 2004. Taiwan.

### Specie del sottogenereCliopisa
Specie oloartiche
- B. dubia SIEBKE, 1863 (syn. Bolitophila disjuncta LOEW 1869). Columbia Britannica, USA nordorientali, Idaho, Europa, Estremo Oriente, Medio Oriente.
- B. hybrida MEIGEN, 1804 (syn. B. fusca MEIGEN, 1818). Canada e USA, Europa.

Specie paleartiche
- B. aperta LUNDSTROM, 1914. Europa settentrionale.
- B. bimaculata ZETTERSTEDT, 1838. Europa.
- B. bispinosa MAYER, 1951. Europa centrale.
- B. doerrsteini PLASSMANN, 1988. Germania.
- B. edwardsiana STACKELBERG, 1969. Europa.
- B. fumida EDWARDS, 1941. Europa.
- B. glabrata LOEW, 1869. Europa.
- B. glabratella MAYER, 1951. Europa.
- B. ingrica STACKELBERG, 1969. Europa.
- B. latipes TOLLET, 1943. Europa.
- B. limitis POLEVOI, 1996. Finlandia.
- B. luteola PLOTNIKOVA, 1962. Russia.
- B. maculipennis WALKER, 1835 (sym. B. coronata MAYER, 1951). Europa.
- B. mayeri PLASSMANN, 1987. (syn. B. tarsata MAYER, 1951.  Europa.
- B. melanoleuci POLEVOI, 1996. Russia.
- B. modesta LACKSCHEWITZ, 1937. Europa.
- B. nigrolineata LANDROCK, 1912. Europa.
- B. obscurior STACKELBERG, 1969. Europa.
- B. occlusa EDWARDS, 1913. Dall'Europa al Giappone.
- B. pseudohybrida LANDROCK, 1912 (syn. B. triangulata EDWARDS, 1941). Europa.
- B. rectangulata LUNDSTROM, 1913. Dall'Europa al Giappone.
- B. rossica LANDROCK, 1912. Dall'Europa al Giappone.
- B. scherfi PLASSMANN, 1970. Europa.
- B. speleicola TOLLETT, 1955. Europa.
- B. subbimaculata ZAITZEV, 1994. Siberia orientale.

Specie neartiche
- B. acuta GARRETT, 1925.  New York.
- B. alberta GARRETT, 1937. Alberta.
- B. bilobata GARRETT, 1925. Columbia Britannica.
- B. clavata GARRETT, 1925. Columbia Britannica.
- B. connectans GARRETT, 1925. Columbia Britannica.
- B. distus FISHER, 1937.  New York.
- B. dupla GARRETT, 1925 (syn Belitophila duplus GARRETT, 1925).  Columbia Britannica.
- B. montana COQUILLETT, 1901.  Columbia Britannica, USA nordorientali.
- B. recurva GARRETT, 1925. Alberta.
- B. subteresa GARRETT, 1925. Columbia Britannica.

Specie orientali
- B. taihybrida SEVCIK & PAPP, 2004. Taiwan.